# Craidorolț
Craidorolț (in ungherese Királydaróc, in tedesco Stanislau) è un comune della Romania di 2 115 abitanti, ubicato nel distretto di Satu Mare, nella regione storica della Transilvania. 
Il comune è formato dall'unione di 5 villaggi: Craidorolț, Crișeni, Eriu-Sâncrai, Satu Mic, Țeghea.